# Sara Rai

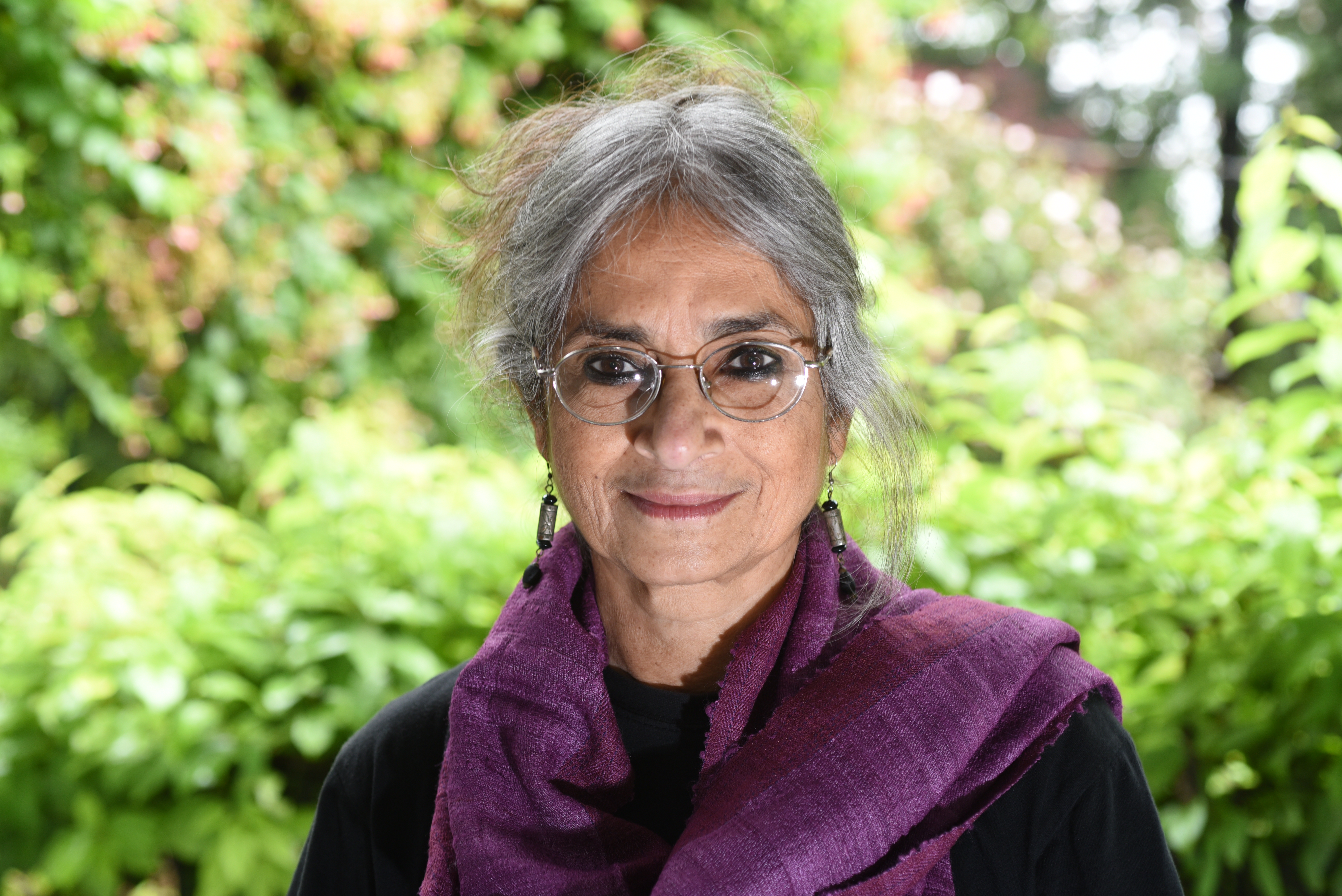
Sara Rai (Allahabad 2018)

Sara Rai (* 15. September 1956 in Allahabad) ist eine indische Schriftstellerin, die ihre fiktionalen Werke vorwiegend auf Hindi verfasst. Zudem ist sie eine mehrfach ausgezeichnete Übersetzerin (in den Sprachen Hindi, Urdu und Englisch) und Herausgeberin mehrerer Anthologien mit Hindi-Erzählungen. Rai lebt in Prayagraj (ehemals Allahabad) und Neu-Delhi. Einige ihrer Werke wurden ins Urdu, Englische, Deutsche, Französische und Italienische übersetzt.

## Leben
Sara Rai absolvierte ihr erstes Masterstudium im Fach „Modern History“ im Jahr 1978 an der Jawaharlal Nehru University in Neu-Delhi und erlangte drei Jahre später den Master in „English Literature“ an der University of Allahabad. Sie ist die Enkelin von Dhanpat Rai Shrivastava (1880–1936), besser bekannt als Premchand, der als Pionier der modernen Hindi-Literatur gilt. Ihr Vater, der Kritiker und Maler Shripat Rai (1916–1994), war der Herausgeber der Literaturzeitschrift Kahaani (hrsg. zwischen 1937–39 und 1953–79), in der viele Autoren der Nayi Kahani Bewegung, darunter auch Nirmal Verma, ihre Kurzgeschichten veröffentlichten.

## Literarisches Schaffen
Ihren ersten Band mit Hindi-Kurzgeschichten veröffentlichte Sara Rai 1997 unter dem Titel Abaabil ki Uraan (Schwalbenflug). 2005 folgte Biyabaan mein (In der Wildnis). Ihr erster und bisher einziger Roman erschien 2010 unter dem Titel Cheelwali Kothi (Das Haus mit den Milanen). Es folgten zwei weitere Kurzgeschichtenbände mit zum Teil bereits veröffentlichten Erzählungen: 2015 Bhulbhulaiyan (Labyrinth) und 2022 Nabeela aur Anya Khaaniyam (Nabila und andere Geschichten). Wie auch die mit ihr befreundete Literatin und International Booker Prize 2022-Gewinnerin Geetanjali Shree (Mai) repräsentiert Sara Rai eine Generation indischer Autorinnen, die verschiedenste Einflüsse aus der europäischen, amerikanischen und indischen Literatur in ihr Werk integrieren. Rai beschreibt neben der nostalgischen Erinnerung an vergangene Zeiten auch die Ambiguität zeitgenössischer Entwicklungen in Indien, die aus der individuellen Wahrnehmung ihrer Figuren heraus thematisiert werden. Sie interessiert sich für gesellschaftliche Außenseiter und für die Entwicklung von Menschen in Situationen der Veränderung oder Krise. Ein besonderes Mittel, um die Lebenswelten ihrer Figuren zu beschreiben, ist eine bildreiche Sprache, in der sich Realität und Phantasie zuweilen vermischen. Ein weiteres Merkmal von Rais Schreiben ist ihr flexibler Umgang mit unterschiedlichen Registern des sogenannten Hindustani: Je nach Hintergrund der Protagonisten überwiegt mal Urdu-, mal Hindi-Vokabular.
2023 erschienen ihre Lebenserinnerungen unter dem Titel Raw Umber - A Memoir auf Englisch (Westland), die innerhalb Indiens große Aufmerksamkeit erregten. Pankaj Mishra hebt in seinem Lob hervor, dass sich in ihm Sozial- und Emotionsgeschichte auf einzigartige Weise verbinden: „Raw Umber is the rare memoir that doubles as social and emotional history.“ Rai beschreibt in den einzelnen Kapiteln ihre Erinnerungen an ihre engsten Familienmitglieder: den berühmten Großvater Premchand und dessen Frau Shivrani Devi, die Mahatma Gandhi im Unabhängigkeitskampf aktiv unterstützte; den Vater Shripat Rai, der ein angesehener und erfolgreicher Verleger war, und sich später als Maler zu etablieren begann. Als sich erste Erfolge einstellten, gab er diese Beschäftigung jedoch plötzlich auf und zog sich beruflich wie privat zurück. Rais ältester Bruder scheiterte auch aufgrund einer Alkoholsucht daran, den Verlag erfolgreich und rentabel weiterzuführen. Die Mutter, Zahra Rai (1917–1993), stammte aus einem feudalen muslimischen Elternhaus in Varanasi, und schrieb selber Geschichten auf Urdu.

## Auszeichnungen, Preise und sonstige Aktivitäten
- 2023: Tata Literature Live! Book of the Year Award for Non Fiction (für Raw Umber)[8]
- 2021: Jury-Vorsitz JCB Prize for Literature
- 2020: Matrubhumi Book of Year Award[9]
- 2019: Atta Galatta - Bangalore Literature Festival Book Prize (für Blue is like Blue von Vinod Kumar Shukla)[10]
- 2019: Coburger Rückert-Preis[11]
- 2019: Lesereise in Deutschland, unter anderem Gast auf dem Internationalen Literaturfestival Heidelberg
- 2000: AK Ramanujan Award
- 1997: Katha Translation Award
- 1993: Katha Translation Award

## Veröffentlichungen

### Prosawerke
- 2023: Raw Umber: A Memoir (dt. Ungebrannte Umbra. Lebenserinnerungen), Westland Books.
- 2022: Nabeela aur Anya Khaaniyam (नबीला और अन्य कहानियाँ, dt. Nabila und andere Geschichten), Rajkamal Prakashan.
- 2015: Bhulbhulaiyan (भूलभुलैयाँ, dt. Labyrinth), Surya Prakashan Mandir.
- 2010: Cheelwali Kothi (चीलवाली कोठी, dt. Das Haus mit den Milanen), Harper Hindi.
- 2005: Biyabaan mein (बियाबान में, dt. In der Wildnis), Rajkamal Prakashan.
- 1997: Abaabeel ki Udaan (अबाबील की उड़ान, dt. Schwalbenflug), Rajkamal Prakashan.

### Herausgeberschaften (Auswahl)
- 2020: Moghal Mahmood & Zahra Rai: Mahalsara ka ek Khel aur Anya Kahaniyan (महलसरा का एक खेल और अन्य कहानियाँ, dt. Ein Spiel im Frauengemach und andere Geschichten), übers. und hrsg. von Sara Rai, Vani Prakashan.
- 2019: Shivrani Devi: Premchand Ghar men (प्रेमचंद घर में, dt. Premchand privat), übers. und hrsg. von Sara Rai, Nayee Kitaab.
- 2019: Vinod Kumar Shukla: Blue Is Like Blue: Stories, übers. und hrsg. von Sara Rai und Arvind Krishna Mehrotra, HarperCollins.
- 2013: Premchand’s Kazaki and other Marvellous Tales, übers. und hrsg. von Sara Rai, Hachette India.
- 2003: Hindi. Handpicked Fictions, übers. und hrsg. von Sara Rai, Katha.
- 1999: Imaging the Other, übers. und hrsg. von Sara Rai und GJV Prasad, Katha.
- 1990: The Golden Waistchain, übers. und hrsg. von Sara Rai, Penguin.

### Ausgewählte Essays und Erzählungen
- 2022: Mango Blossoms (Story) von Zahra Rai, aus dem Hindi übers. von Sara Rai. In: The Silence That Speaks: Stories by Indian Muslim Women, hg. von Haris Qadeer, Oxford University Press India.
- 2022: The Will (Story) von Moghal Mahmood, aus dem Hindi übers. von Sara Rai. In: The Silence That Speaks: Stories by Indian Muslim Women, hg. von Haris Qadeer, Oxford University Press India.
- 2020: On Not Writing (Essay). In: Mehrotra, Krishna Arvind (Hrsg.): The Book of Indian Essays: Two Hundred Years of English Prose, Black Kite and Hachette.
- 2020: The Labyrinth (Bhulbhulaiyan). In: Poonam Saxena (Hrsg. u. Übers.): The Greatest Hindi Stories Ever Told, Aleph Book Company.
- 2013: Reading Godaan (Essay). In: Sebastian, Siddan (Hrsg.): 50 Writers 50 Books, Harper Collins.
- 2011: Vagabond Nights (Essay) von Gyan Ranjan, aus dem Hindi übers. von Sara Rai. In: Arvind Krishna Mehrotra (Hrsg.): The Last Bungalow: Writings on Allahabad, Penguin.
- 2003: Our Small World von Sara Rai (aus dem Hindi übers.). In: Sara Rai (Hrsg.): Hindi Handpicked Fictions, Katha.